# Elysia atroviridis
Elysia atroviridis — вид морських черевоногих молюсків родини Plakobranchidae.

## Поширення
Вид поширений в Індійському та на заході Тихого океану.

## Опис
Молюск завдовжки до 3 см. Тіло варіюється від блідого до темно-напівпрозорого зеленого кольору, з чорними ринофорами, які біля основи блідіші, майже синювато-чорні. Тіло і зовнішній край параподії, покритий розсіяними дрібними білими плямами різного розміру. Край параподії з білою лінією.

## Спосіб життя
Elysia atroviridis мешкає на мілководді узбережних вод. Харчується зеленими водоростями Codium. Для виду характерна клептопластія — молюск відокремлює хлоропласти з водоростей, які він поїдає, та накопичує їх по всьому тілі. Самі водорості при цьому перетравлюються. У тканинах молюска хлоропласти якийсь час фотосинтезують, і продукти фотосинтезу використовуються господарем.
Цікавою особливістю Elysia atroviridis є планова повна автотомія всього тіла. В певний момент молюск скидає тіло і залишається лише голова. Процес триває впродовж декількох годин. Згодом з голови відростає нове тіло. Припускають, що автотомія тіла є контрольованим механізмом для усунення паразитів, оскільки автотомії при нападі хижаків, як у деяких інших тварин, не спостерігалося.